# Severin (Domsühl)
Severin ist ein Ortsteil der Gemeinde Domsühl im Landkreis Ludwigslust-Parchim in Mecklenburg-Vorpommern. Er entwickelte sich ab dem 13. Jahrhundert aus einer einfachen Bauernansiedlung. 

## Geografie und Verkehr
Severin liegt in einer flachen Ebene, die nach Osten leicht ansteigt, wo die höchsten Punkte des Dorfes mit knapp 76 m ü. NHN liegen. Im Ostteil befindet sich auch ein größeres Waldgebiet. Der Rest des Ortsteils wird landwirtschaftlich genutzt. Größere Fließgewässer und Seen existieren nicht. Im Westen liegt an der Bahnstrecke Schwerin-Parchim ein größeres Feuchtgebiet.
Severin liegt 17 Kilometer nordwestlich von Parchim und 13 Kilometer südöstlich von Crivitz. Die Bundesstraße 321 verläuft durch den Ort. Die Bundesautobahn 24 ist über die Anschlussstelle Parchim erreichbar (22 km). Severin liegt an der Bahnstrecke Schwerin–Parchim. Der nächste Haltepunkt dieser Strecke ist in Domsühl. Südöstlich befindet sich der Flughafen Schwerin-Parchim.

## Geschichte
Der Ort Severin wurde im Jahr 1264 erstmals als Ceberin urkundlich erwähnt. Der Ortsname leitet sich wahrscheinlich vom altslawischen Wort sebrŭ für Bauer ab. Der Ort bedeutet also einfach Bauerndorf oder wurde nach dem Lokator Sebor Ort des Sebor benannt.
Am 1. Januar 1951 wurde die bisher eigenständige Gemeinde Bergrade, Dorf (auch Dorf Bergrade) eingegliedert.
Zum 25. Mai 2014 wurde Severin nach Domsühl eingemeindet. Die Severiner Dorfgemeinschaft feierte ihr 750-jähriges Bestehen bei einem Festwochenende vom 20. bis 22. Juni 2014 mit einem Umzug mit vielen Beteiligten. Die Anwohner schmückten Häuser und Gärten und putzten das ganze Dorf heraus. 

## Bauwerke und ein Gedenkstein
- Das Neorenaissanceschloss (Herrenhaus) aus den 1880er Jahren: Der letzte Besitzer vor 1945 war der Industrielle Günther Quandt. Ohne sein Wissen ehelichte seine von ihm geschiedene Frau Magda nach der Organisation von Walter Granzow am 19. Dezember 1931 in der Severiner Dorfkirche Joseph Goebbels, in Anwesenheit von Adolf Hitler und des zehnjährigen Harald Quandt in einer Art SA-Kostüm, den Altar hatte man mit der Hakenkreuzfahne geschmückt. Das Paar feierte anschließend in dem Herrenhaus.[5] Ab 1945 war das Herrenhaus erst Unterkunft für Flüchtlinge, dann Wohnhaus und schließlich eine Bildungseinrichtung des Kulturbundes der DDR und seit den 1970er Jahren die Bezirkskulturakademie Schwerin. Dann von 1991 bis 1996 Zweigstelle der Akademie Schwerin. Seit 2002 gibt es Privatbesitzer, die es 2009 umfassend sanierten.

- Die neogotische einschiffige Backstein-/Feldsteinkirche mit mächtigem dreigeschossigem Turm und Querbau wurde von 1869 bis 1872 durch Theodor Krüger erbaut. 
Hier fand die Trauung des Nazi-Propagandaministers Joseph Goebbels im Dezember 1931 statt. Dazu wurde vor dem Altar eine Hakenkreuzfahne postiert. Das wurde erst zu Beginn der Zeremonie bemerkt und führte zu einem offiziellen Protest des Kirchengremiums.[6]

- Gedenkstein von 1946 für den Todesmarsch von 6000 Häftlingen des KZ Sachsenhausen im April 1945; seit 1976 Informationstafel

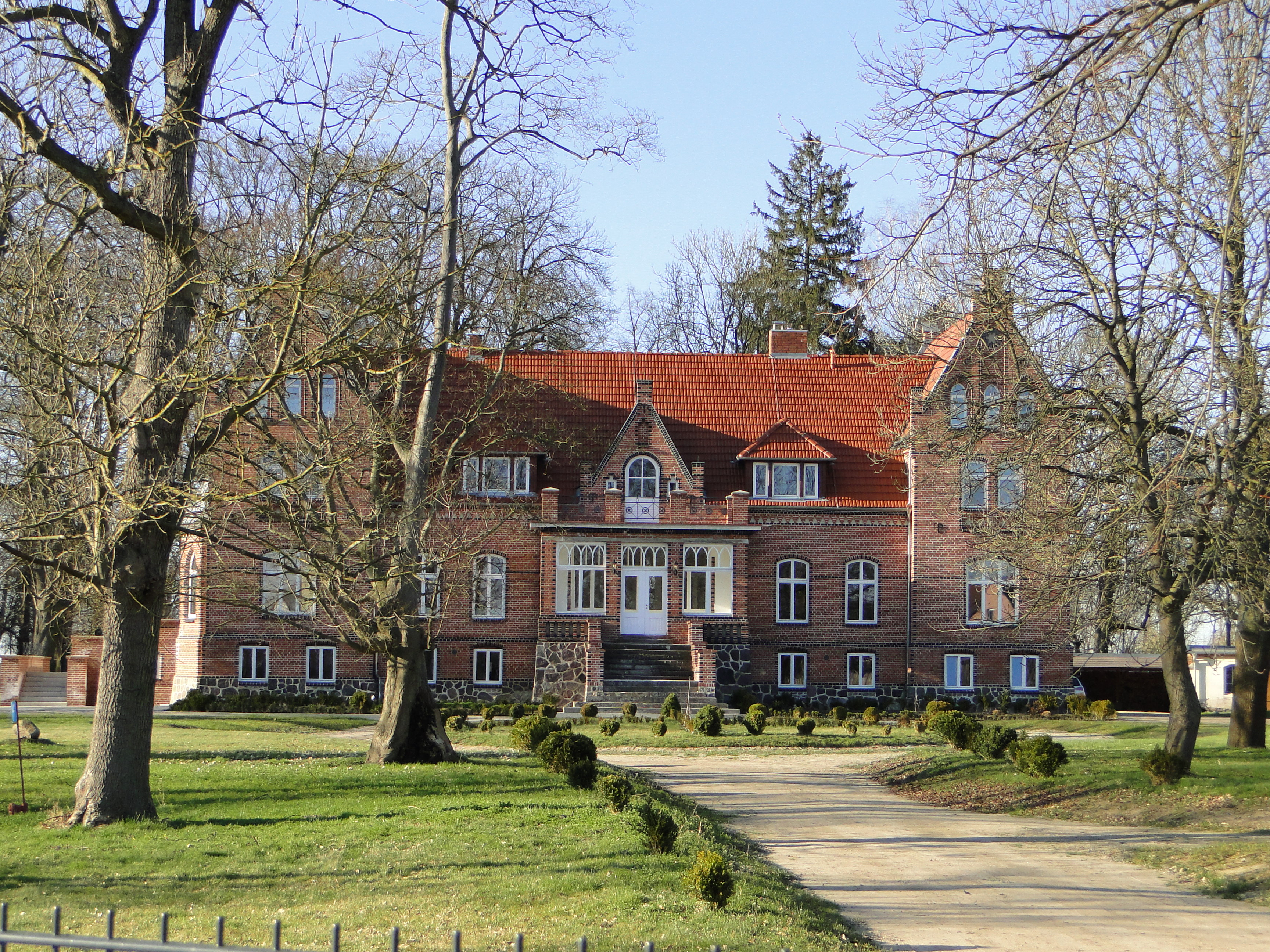
Herrenhaus, 2012
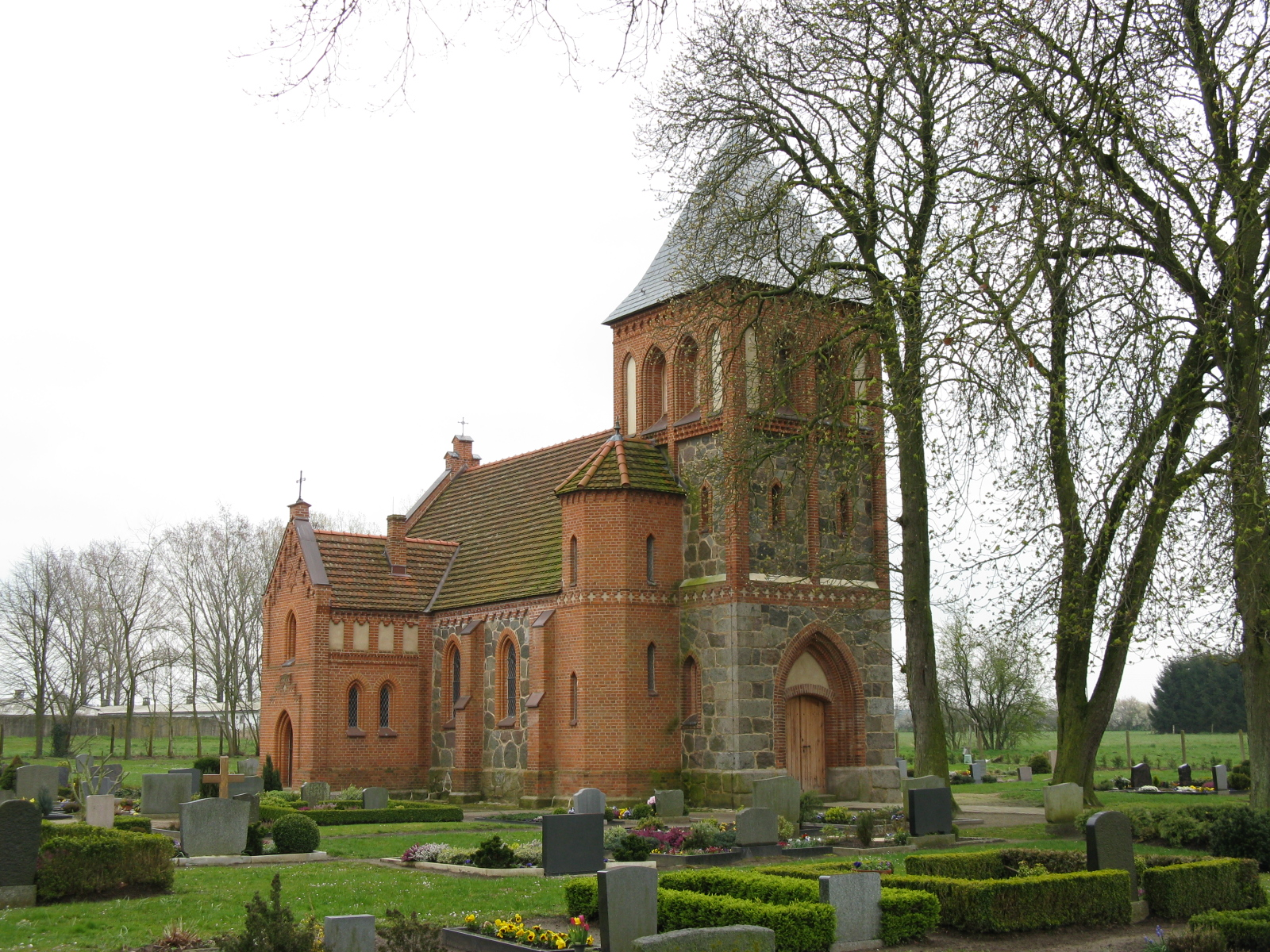
Dorfkirche Severin, 2008